# Arbre de la paix (Première Guerre mondiale)

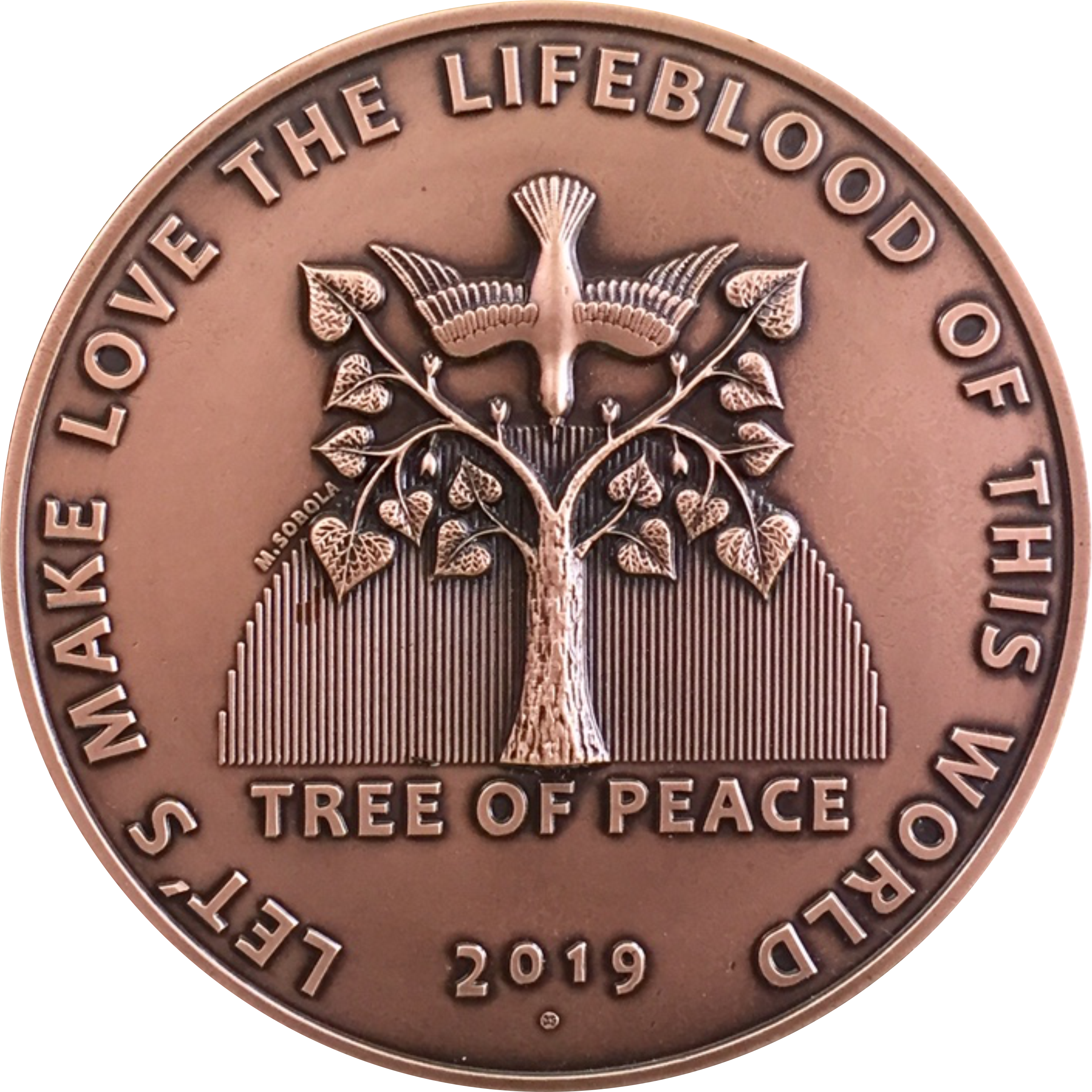
Plaque officielle du projet

L'Arbre de la Paix (slovaque: Strom pokoja, russe: Дерево мира, allemand: Der Friedensbaum) est un projet international et mondial né en Slovaquie, pays membre de l’Union européenne. Le projet, créé à l'occasion du 100e anniversaire de la fin de la Première Guerre mondiale, a été lancé par l'architecte paysagiste Marek Sobola de Žilina, en Slovaquie. C'est la mémoire de tous les soldats décédés pendant ses batailles.
Ce projet de l’arbre de la compréhension et de l’amitié entre les nations représente officiellement la République slovaque sous la marque « GOOD IDEA SLOVAKIA – IDEAS FROM SLOVAKIA » et est mis en œuvre par l’ONG Servare et Manere avec le soutien du ministère des Affaires étrangères et européennes de la République slovaque. Servare et Manere a un statut consultatif spécial auprès du Conseil économique et social des Nations unies.

## L'arrière-plan
Le arrière-grand-père de Marek Sobola Ondrej était un paysan de Lalinok. Ondrej Sobola (* 7 août 1880 Lalinok, Empire austro-hongrois – † date officielle du 31 décembre 1918) comme plusieurs millions d'autres, n'est jamais rentrée chez lui après la guerre. Il est enterré dans un endroit inconnu (peut-être il n'a pas sa propre tombe). Pour la création de ce projet, Marek Sobola suis inspiré de la véritable histoire de mon arrière-grand-père Ondrej, victime de la Première Guerre mondiale. Ondrej avait disparu depuis c. 1915 sur le champ de bataille russe.

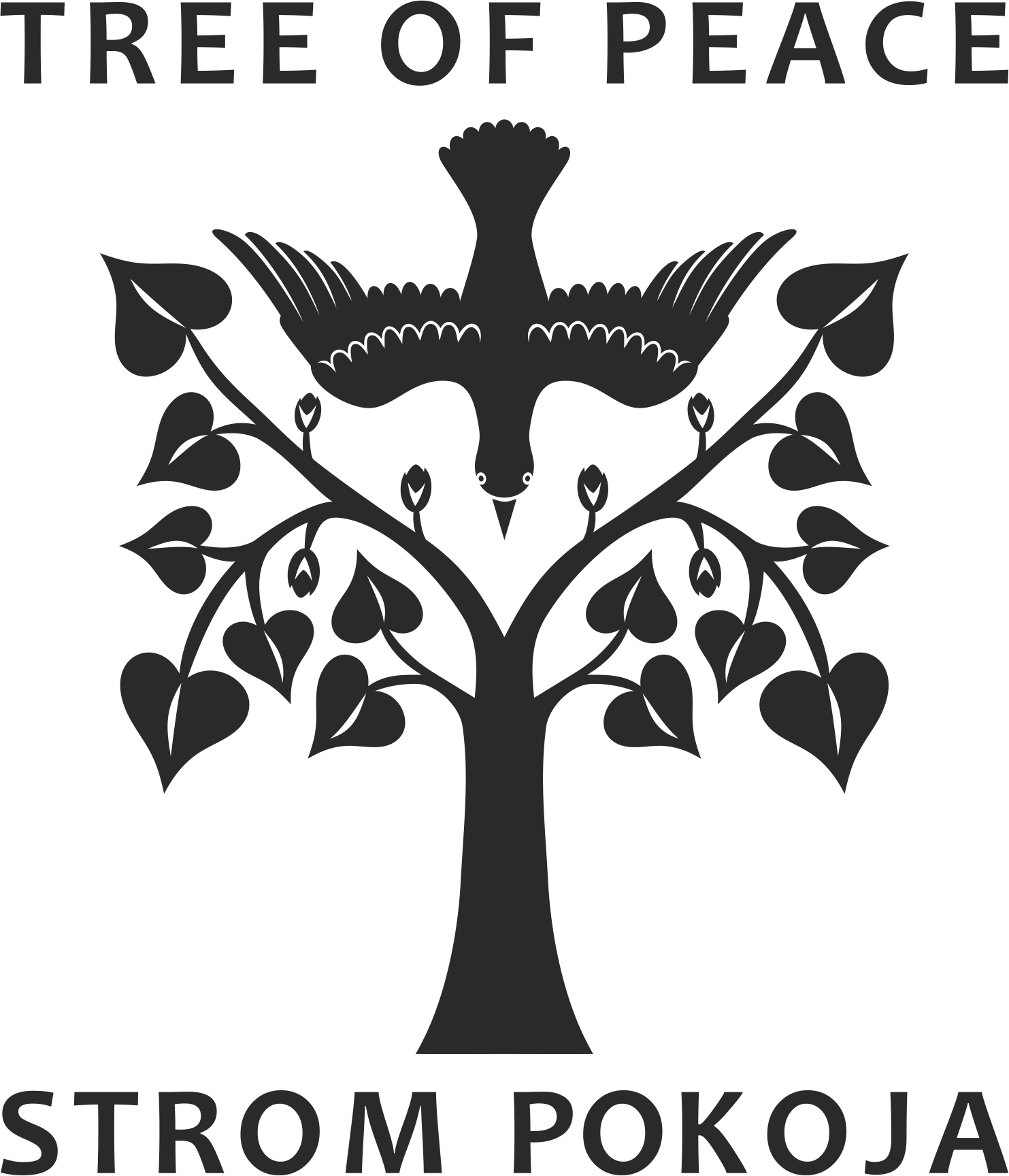
Logo du projet

## L'idée du projet

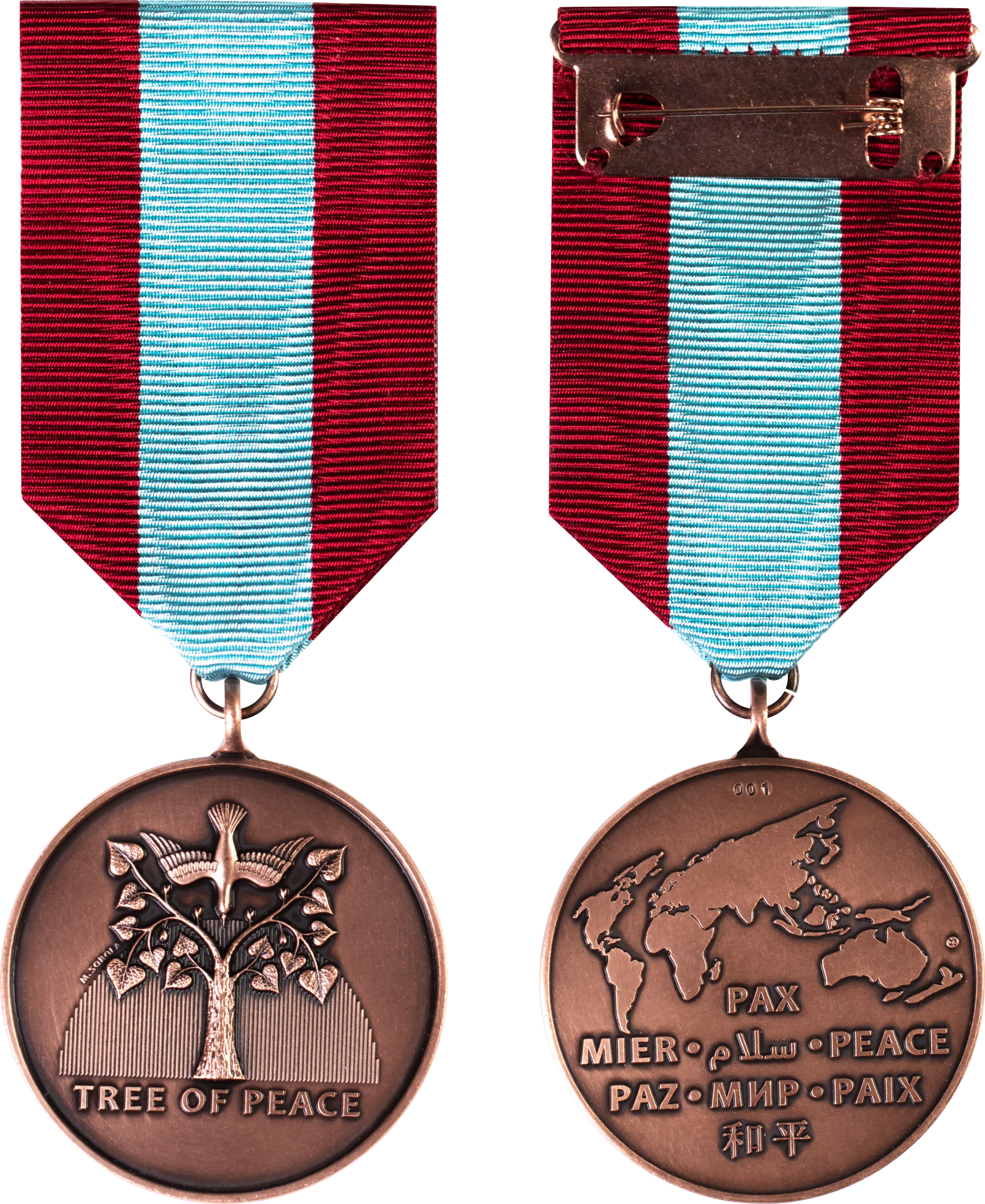
Médaille commémorative de L'Arbre de la Paix, avers et revers

Logo des Objectifs de développement durable (Agenda 2030)

Son but est de planter des arbres sur des sites qui sont soit liés à la Grande Guerre, ou dans des endroits où, malheureusement, la guerre et les combats sont une affaire quotidienne. Les arbres comme les monuments vivants rappelleraient  des difficultés de la guerre. Pour qu'on n'oubliions pas ni aujourd'hui. Tout le projet est strictement apolitique et nous pouvons dire qu'il concerne de nombreux pays parce que milliers de soldats sont enterrés sans identification dans des fosses communes ou dans des tombes de soldats inconnus. À travers le programme Tree of Peace, Servare et Manere contribue également à la réalisation des objectifs de développement durable de l'Agenda 2030 en Slovaquie et dans les pays partenaires.

## Arbres plantés
2025
- Tchéquie : L'arbre de la paix à Heřmanice, une partie de la ville d'Slezská Ostrava [5],[6], [7].

2024
- Tchéquie : L'arbre de la paix à Chudobín dédié au 90e anniversaire de l'assassinat du Alexandre Ier de Yougoslavie. Le partenaire du projet était l'Église orthodoxe des Terres tchèques et de Slovaquie[8].
- Chypre : Le symbolique arbre de la paix a été planté à l'hôtel Ledra Palace, dans la Ligne verte des Nations unies, à l'occasion du 35e anniversaire du dialogue entre les partis politiques chypriote-turc et chypriote-grec. L'événement s'est déroulé sous les auspices de l'ambassade de la République slovaque à Nicosie. Le 35ème arbre de la Paix a été planté par le ministre des Affaires étrangères et européennes de Slovaquie, Juraj Blanár, chef par intérim du programme de bons offices des Nations unies à Chypre, Mme Sherry Holbrook et M. Marek Sobola, fondateur de l'initiative l'Arbre de la Paix[9],[10],[11].

2023
- Slovénie : L'arbre commémoratif a été planté à Bled lors du  Forum stratégique de Bled 2023[12].

2022
- Italie : mémorial des soldats austro-hongrois à Follina[13].
- Slovaquie : l'arbre de la paix a été planté lors de la célébration du 4e anniversaire de l'arbre de la paix à Žilina[14],[15].
- Roumanie : le parc Carol à Bucarest[16].
- Inde : ville de Jodhpur dans l'État du Rajasthan. L'arbre a été planté dans la zone de la fort de Mehrangarh[17].
- Polynésie française : ville de Papeete. L'arbre de la paix a été planté par Édouard Fritch, président de la Polynésie française. En plus de l’arbre planté à Tahiti, 27 Arbres de la paix poussent dans 16 pays dans le monde (Juin 2022)[18],[19].
- Australie : ville de Sydney[20].
- Nouvelle-Zélande : l'arbre de la paix a été planté par le roi maori, Sa Majesté Tūheitia Potatau Te Wherowhero VII[21].
- Fidji : ville de Suva[22], Thurston Gardens et ville de Nadi[23].
- Tonga : ville de Neifau, l'île de Vava'u[24].
- Norvège : commune de Gausdal. L'arbre a été planté dans la zone de la ferme Aulestad[25].

2021
- Russie : Nijni Novgorod[26].
- Slovaquie : Žilina, arbre de la paix, cette fois dédié aux victimes de l'Holocauste (hébreu: פרוייקט בינלאומי עץ החיים לזכרם של קורבנות השואה)[27] et Veľký Meder[28] et Zvolen[29].
- Uzbekistan : Tachkent, parc de la Victoire[30].

2020
- Liechtenstein : village de Schaan[31].
- Slovaquie : village de Vysoká nad Kysucou près de Turzovka. L'Arbre appelé  «L'COVID-19 Arbre de paix»[32].

2019
- Royaume-Uni : cimetière de Brookwood. La présidente de la Slovaquie Zuzana Čaputová a planté le 13e Arbre de la Paix[33],[34].
- Slovaquie : village de Divina près de Žilina[35].
- Allemagne : Leipzig. Un arbre a été planté dans le monument de la Bataille des Nations. La plantation d'un arbre en Allemagne a été soutenue par le Dr Albrecht Tintelnot, le consul honoraire de la république slovaque pour les États fédéraux de Saxe et de Thuringe également[36],[37].
- Serbie : Kragujevac[38],[39].
- États-Unis : Kansas City[40].

2018
- Slovaquie : Veľkrop[41], Vychylovka faisant partie du village de Nová Bystrica[42], Žilina[43], Turzovka[44], Lalinok, faisant partie du village de Divinka, lieu de naissance d'Ondrej Sobola[45].
- Russie : Pouchkine (anciennement Tsarskoïe Selo), musée d’État Tsarskoïe Selo à Saint-Pétersbourg[46],[47],[48].
- Pologne : Trzyciąż, emplacement de Jangrot[49].
- Autriche : Bad Ischl[50].